# Lybia
Lybia · Crabes boxeurs, Crabes pom-pom girl
Genre
Synonymes
- Melia[2]
- Prolybia Ward, 1933[2]

Lybia est un genre de crabes de la famille des Xanthidae. Les crabes de ce genre présentent la particularité d'entretenir une relation mutualiste avec deux anémones de mer, une sur chaque pince, ce qui leur vaut le nom de « crabes boxeurs » ou « crabes pom-pom girl ». Cette association semble profiter à la fois au crabe et à l'anémone en leur fournissant nourriture et protection.

## Relation crabe-anémones
Les crabes du genre Lybia sont intimement associés à certaines anémones. Au moins trois genres d'anémones sont concernés : Alicia, Bundeopsis et Triactis, dont le seul représentant est Triactis producta. Les pinces des crabes sont modifiées pour accueillir les petites anémones ; elles portent de petits crochets qui s'insèrent dans le pied des cnidaires. Aussi, elles ne sont pas utilisées pour prendre des objets ou se défendre
La relation serait mutualiste, c'est-à-dire que les deux parties en tireraient profit. Le crabe utiliserait l'anémone pour se défendre et pour s'alimenter. En effet, les anémones possèdent des nématocystes, organites qui éjectent un dard empoisonné au moindre contact, avec lesquels elles attrapent leurs proies dans leurs tentacules. Le crabe prend une partie de cette nourriture. Quant à l'anémone, elle gagnerait en mobilité, ce qui favoriserait son apport en nutriments et en oxygène.

### Relation obligatoire
Le mutualisme entre les crabes Lybia et leurs anémones semble obligatoire. En milieu naturel, les crabes observés sans anémones sont très rares ; seul un auteur a mentionné avoir fait une telle observation de Lybia tessellata. Toutefois, des crabes auxquels on a retiré les anémones et qu'on a nourri ont survécu plusieurs mois en laboratoire. Si un crabe sans anémone rencontre un crabe avec anémones, il tente de les lui arracher, complètement ou seulement un fragment, pour se l'approprier,. Les anémones Triactis producta et Bundeopsis spp. ont été observées vivant indépendamment de crabes, mais pas Alicia sp. qui, à ce jour, a seulement été vue en compagnie de Lybia leptochelis. 

### Génétique des anémones
En 2017, des chercheurs ont montré en laboratoire que si l'une des deux anémone transportées par le crabe est éliminée, ce crabe va couper en deux l'anémone restante pour induire la reproduction asexuée et ainsi obtenir deux anémones entières. Lorsqu'un crabe Lybia leptochelis dépouillé de ses anémones en rencontre un autre avec des anémones, il tente d'en voler une ou un fragment pour se l'approprier. Ensuite, chacun de ces deux crabes va "subdiviser" son anémone en deux morceaux. En utilisant le polymorphisme de longueur des fragments amplifiés, les auteurs ont aussi montré que la paire d'anémones portée par chaque crabe semble toujours issues d'un individu coupé en deux par le crabe. De plus, chaque paire d'anémone présente une certaine distance génétique par rapport aux paires portées par les autres crabes. Ce crabe se montre donc capable d'élever et de multiplier (par reproduction asexuée) une autre espèce, en interagissant aussi par conséquent sur sa diversité génétique. C'est un comportement qui semble unique dans la partie connue du règne animal.

## Liste des espèces
Selon World Register of Marine Species (24 décembre 2018) :
- Lybia australiensis (Ward, 1933)
- Lybia caestifera (Alcock, 1898)
- Lybia denticulata Nobili, 1906
- Lybia edmondsoni Takeda & Miyake, 1970
- Lybia leptochelis (Zehntner, 1894)
- Lybia plumosa Barnard, 1946
- Lybia pugil (Alcock, 1898)
- Lybia tessellata (Latreille in Milbert, 1812)

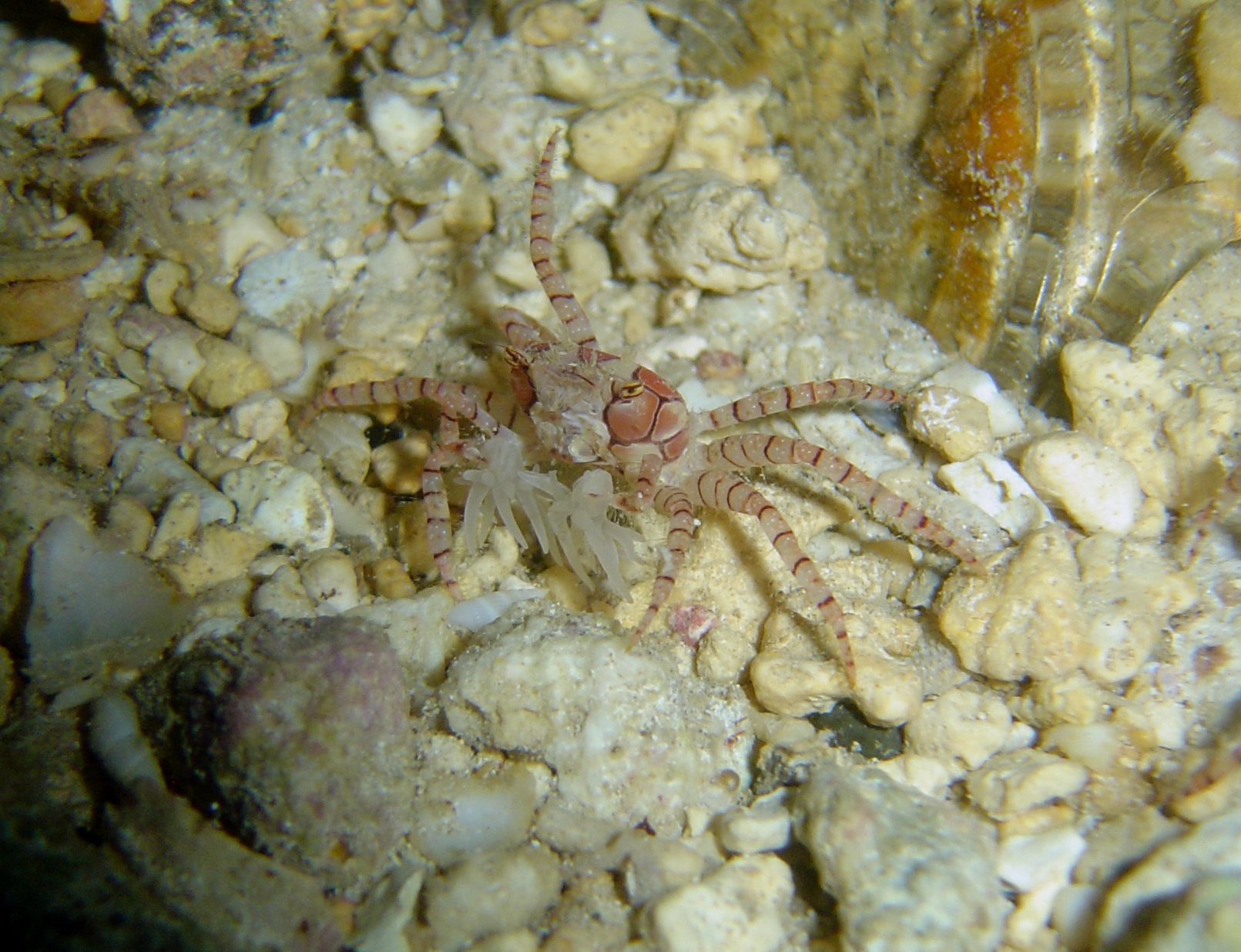
Lybia edmondsoni
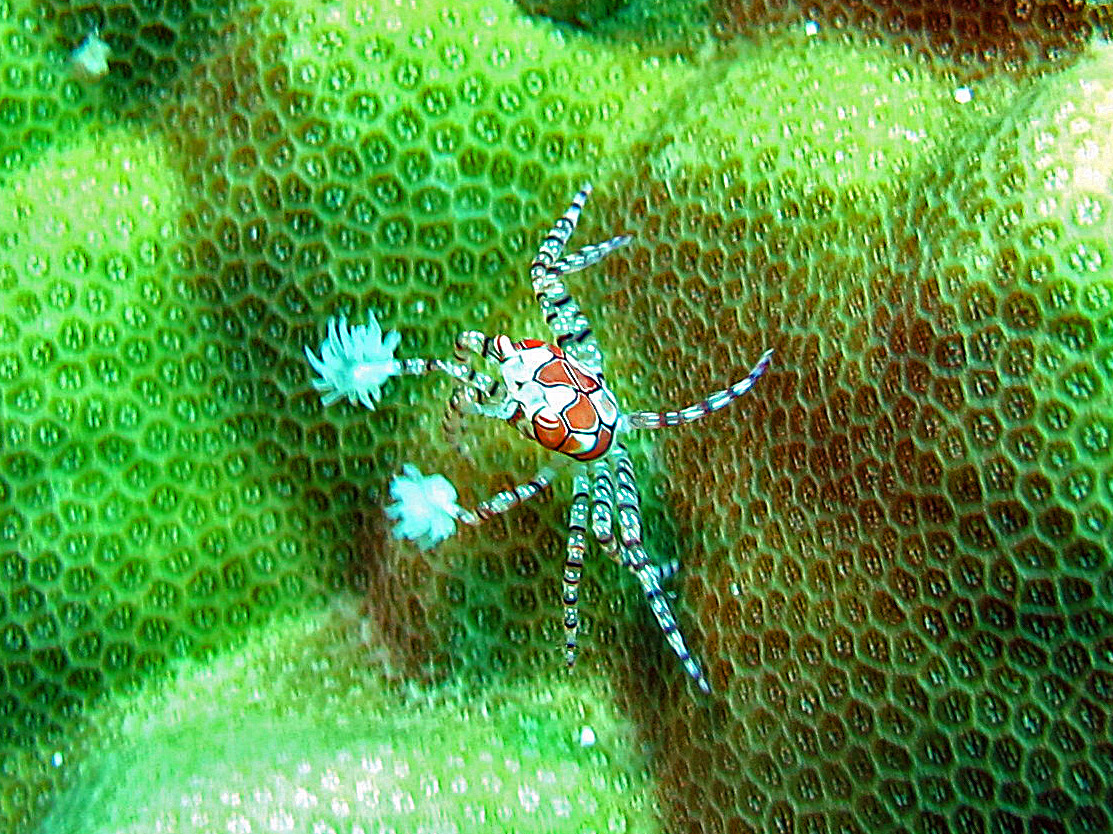
Lybia tessellata